# Clinton Morris
Clinton Errol Morris (Palm Beach, Florida, 27 d'abril de 1926) és un ex-entrenador de bàsquet estatunidenc. Va entrenar el Joventut de Badalona a la temporada 1972-73, sent el primer entrenador estranger del club.
La seva carrera com a entrenador la va desenvolupar al Broward Community College de Florida. A causa de la seva amistat amb Josep Lluís Cortés, el senyor Morris va acceptar venir durant una temporada a Badalona per fer-se càrrec del primer equip del Joventut. Uns mesos abans de la seva arribada al club badaloní, els jugadors del primer equip van fer uns cursos intensius d'anglès per preparar la seva arribada al club. En els seus primers entrenaments a Badalona, Morris no va poder comptar amb quatre dels jugadors titulars: Buscató, Enric Margall, Santillana i Miquel Àngel Estrada, ja que en aquell moment es trobaven disputant a Múnic els Jocs Olímpics de 1972.
Durant la temporada que va estar entrenant el Joventut va treballar molt amb els jugadors joves del primer equip així com amb els júniors i juvenils. Fruit de la bona feina que va desenvolupar entre els jugadors de formació, fins a 7 jugadors van ser convocats per a la selecció nacional júnior, 5 per a la selecció juvenil i 4 van ser els que van entrar en la convocatòria de la selecció absoluta. Aquella temporada l'equip va ser semifinalista a la Recopa d'Europa i a la Copa del Generalíssim i segon classificat de la lliga espanyola.